# Marlon Wayans
Marlon Lamont Wayans (født 23. juli 1972) er en amerikansk skuespiller, komiker, manuskriptforfatter og producer. Han er yngre bror til bl.a. Keenen Ivory Wayans, Shawn Wayans og Damon Wayans.

## Filmografi i udvalg

### Film
- Don't Be a Menace to South Central While Drinking Your Juice in the Hood (1996)
- Scary Movie (2000)
- Requiem for a Dream (2000)
- Scary Movie 2 (2001)
- The Ladykillers (2004)
- White Chicks (2004)
- Little Man (2006)
- Norbit (2007)
- Dance Flick (2009)
- G.I. Joe: The Rise of Cobra (2009)
- The Heat (2013)

### Tv
- In Living Color (1990-1993)
- The Wayans Bros. (1995-1999)
- Marlon (2017-2018)

## Ekstern henvisning
- Marlon Wayans på Internet Movie Database (engelsk)
- Marlon Wayans på Filmdatabasen
- Marlon Wayans på Scope
- Marlon Wayans på Svensk Filmdatabas (svensk)
- Marlon Wayans på AlloCiné (fransk)
- Marlon Wayans på AllMovie (engelsk)
- Marlon Wayans på Turner Classic Movies (engelsk)
- Marlon Wayans på Rotten Tomatoes (engelsk)
- Marlon Wayans på The Movie Database (engelsk)